# Mytilinae
Mytilinae (mitilinos) es una subfamilia de moluscos bivalvos marinos de la subclase Pteriomorphia, orden Mytilida, superfamilia Mytiloidea y familia de los mitílidos (Mytilidae).
La subfamilia compende varios géneros que comprenden especies vulgarmente conocidas como mejillones.

## Taxonomía

### Descripción
La subfamilia fue descrita en 1815 por el naturalista estadounidense de origen franco-germano-italiano Constantine Samuel Rafinesque-Schmaltz, interesado, entre otros numerosos temas, por la zoología, en especial por la malacología, en su obra Analyse de la Nature ou Tableau de l'univers et des corps organisés, editada en Palermo.

### Etimología
El nombre científico Mytilinae está formado sobre la base de la raíz Mytil- de su género tipo, Mytilus, añadiéndole el sufijo del latín científico -inae, propio de los nombres de las subfamilias de animales.

### Sinónimos
Además del nombre que le impuso Rafinesque (protónimo), y que es el actualmente válido, la subfamilia se conoció también por los sinónimos:
- Brachidontinae
- Crenomytilinae
- Perninae
- Xenomytilinae

### Géneros
En la actualidad (2020) se reconocen en la subfamilia los siguientes géneros:
- Aulacomya Mörch, 1853
- Choromytilus Soot-Ryen, 1952
- Crenomytilus Soot-Ryen, 1955
- Ischadium Jukes-Browne, 1905
- Mytilus Linnaeus, 1758
- Perna Philipsson, 1788
- Semimytilus Soot-Ryen, 1955